# Amiga 3000UX
Il Commodore Amiga 3000UX o Commodore A3000UX, comunemente conosciuto come Amiga 3000UX o A3000UX, è una workstation della Commodore International basata sulla piattaforma Amiga.
Commercializzato dal 1991 al 1992, era basato su un sistema operativo appositamente sviluppato 
denominato Amiga Unix, similmente all'Amiga 2500UX, per inserirsi nel mercato delle workstation Unix.

## Configurazioni di vendita
L'Amiga 3000UX è stato acquistabile in due configurazioni diverse solo per quantitativo di RAM e capacità dell'hard disk: la più economica era dotata di 5 MiB di RAM e hard disk da 100 MiB, la più costosa invece era dotata di 9 MiB di RAM e hard disk da 200 MiB. Inizialmente è stata disponibile solo la configurazione più costosa, in seguito anche quella più economica.

## Descrizione
L'Amiga 3000UX si presenta in case desktop con due periferiche di serie: una tastiera alfanumerica con tastierino numerico e un mouse a tre tasti. Il display video, necessario per il funzionamento dell'Amiga 3000UX, non è compreso.
L'amiga 3000UX è un Amiga 3000 con in dotazione, oltre ad AmigaOS, anche Amiga Unix. L'appartenenza dell'Amiga 3000UX alla classe delle workstation, e non a quella dei personal computer, è infatti dovuta esclusivamente alla presenza di Amiga Unix, un porting di Unix System V, sistema operativo per cui all'epoca erano disponibili applicazioni altamente professionali destinate alle workstation.
Relativamente all'hardware, l'Amiga 3000UX, visti i concorrenti disponibili in commercio, rappresentava all'epoca una workstation di fascia bassa.
Nell'Amiga 3000UX, il Kickstart non risiede in ROM come nella maggior parte dei computer Amiga. Ciò è in conseguenza del fatto che il computer può avviarsi sia con sistema operativo AmigaOS che Amiga Unix. Tenendo premuto il tasto destro del mouse durante il boot è possibile infatti scegliere quale dei due sistemi operativi utilizzare.

## Specifiche tecniche
- CPU: Motorola 68030 a 25 MHz.
- Chipset: ECS con Fat Agnus in grado di indirizzare fino a 2 MiB di Chip RAM.
- RAM: 5 MiB (configurati come 1 MiB di Chip RAM e 4 MiB di Fast RAM) o 9 MiB (configurati come 1 MiB di Chip RAM e 8 MiB di Fast RAM).
- Grafica: 320×256 progressiva o 320×512 interlacciata a 50 Hz con 32 colori visualizzabili contemporaneamente da una palette di 4096, 640×256 progressiva o 640×512 interlacciata a 50 Hz con 16 colori visualizzabili contemporaneamente da una palette di 4096.
- Suono: stereofonico generato da 4 canali audio PCM (2 per il canale stereo sinistro e 2 per il canale stereo destro) con risoluzione 8 bit/28 kHz (ampiezza campioni/frequenza campioni).
- Drive di serie: 1 floppy disk drive (alloggiato nel case del computer) da 3,5" DS/HD (double sided/high density) in grado di memorizzare sul floppy disk fino a 1,76 MiB formattando con file system Amiga; 1 hard disk SCSI da 100 o 200 MiB.
- Vani per drive generici: 1 da 3,5" privo di apertura nel case (occupato dall'hard disk).
- Vani per drive custom: 2 da 3,5", con apertura nel case, per floppy disk drive (di cui 1 occupato);
- Periferiche di serie: tastiera alfanumerica con tastierino numerico e mouse a tre tasti.
- Sistema operativo di serie: Amiga Unix 2.0 e AmigaOS 2.04 (sistema operativo dotato, fin dalla prima versione 1.0 del 1985, di doppia shell: una con CLI e una con GUI WIMP a colori).
- Connessioni: 1 seriale (COM), 1 parallela (LPT).